# Serguei Nikolski
Serguei Nikolski (rus: Сергей Михайлович Никольский)  (Tàlitsa, 17 d'abril de 1905 (Julià) - Moscou, 9 de novembre de 2012) va ser un matemàtic soviètic.

## Vida i Obra
Nascut a la vila de Tàlitsa (uns 200 quilòmetres a l'est de Iekaterinburg), Nikolski va passar la seva infància al bosc d'Augustów on treballava el seu pare, tècnic forestal format al Institut Forestal de Sant Petersburg (el bosc es troba en l'actual confluència de les fronteres de Polònia, Lituània i Belarús). Va ser escolaritzat a la ciutat, avui polonesa, de Suwalki. Però el 1914, en començar la Primera Guerra Mundial, el seu pare va fer traslladar la seva família a Txernigov (actualment Ucraïna) i ell mateix s'hi va traslladar uns mesos després, quan Augustów va ser ocupat per les tropes alemanyes. Aquí va iniciar els seus estudis secundaris. El 1918 el seu pare va ser nomenat director del centre experimental del bosc de Shipov, al nord de Pàvlovsk però, malauradament va ser assassinat per bandolers contrarevolucionaris el febrer de 1921, i la familia va tornar a Txernigov. El 1925 va començar els seus estudis universitaris a la universitat de Iekaterinoslav (avui Dniprò, Ucraïna), en la qual es va graduar el 1930 i en la qual va romandre com professor fins al 1933 quan, a instàncies de Kolmogórov, es va traslladar a Moscou per ampliar estudis.
El 1935 va tornar a la universitat de Dniprò on va ser cap del departament de teoria de funcions i va donar classes d'anàlisi matemàtica. El 1941 es va traslladar definitivament a Moscou per donar classes a la universitat Estatal de Moscou i treballar a l'Institut Steklov de Matemàtiques. La invasió alemanya durant la Segona Guerra Mundial va fer que hagués de treballar de bomber voluntari abans de ser traslladat a Kazan amb tots els demés membres de l'Institut. A partir de 1947, també va ser professor de l'Institut de Física i Tecnologia de Moscou. El 1997, amb 92 anys, va donar la seva última classe a l'Institut, tot i així, va continuar participant en congressos, seminaris i simpòsiums.
L'obra de recerca de Nikolski és inabastable: més de tres-cents articles publicats a revistes científiques. Els seus primers treballs van ser en teoria d'operadors lineals en espais mètrics normats. A continuació es va anar inclinant cap a altres camps com la teoria de l'aproximació o l'estudi de les equacions diferencials i les seves aplicacions a la física. També va mostrar molt d'interès en millorar la didàctica de les matemàtiques, involucrant-se activament en grups de treball al respecte i publicant llibres de text per a diversos nivells d'aprenentatge.